# Lidija Iwanowna Wesselitskaja

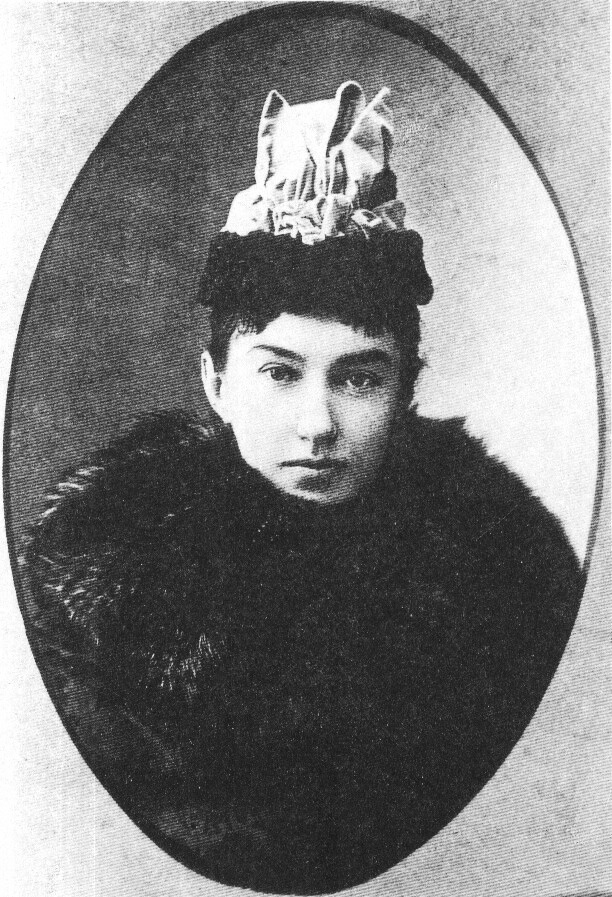
Lidija Iwanowna Wesselitskaja (1880)

Lidija Iwanowna Wesselitskaja (russisch Лидия Ивановна Веселитская; * 5. Märzjul. / 17. März 1857greg. in Jegorjewsk, Gouvernement Rjasan; † 23. Februar 1936 in Detskoje Selo, Oblast Leningrad) war eine russische bzw. sowjetische Schriftstellerin mit den Pseudonymen W. Mikulitsch und L. Tschernawina und Übersetzerin.

## Leben
Wesselitskajas adliger Vater herzegowinischer Herkunft war Lehrer im Alexander-Kadettenkorps in St. Petersburg. Sie absolvierte das Pawlow-Mädchen-Institut (Abschluss 1874) und Pädagogik-Kurse (Abschluss 1876). Sie war kurzzeitig mit einem Offizier verheiratet. Sie litt unter der Scheidung ihrer Eltern.
Die ersten Werke Wesselitskajas waren Märchen, die 1877 gedruckt wurden. Ihre ersten Kurzgeschichten und Novellen aus dem Leben der Menschen des 3. Standes in der städtischen Unterschicht erschienen 1883. Besonders bekannt wurde sie durch die Veröffentlichung des zweiten Teils  ihrer Mimotschka-Trilogie, deren erster Teil 1891 im Westnik Jewropy erschienen war. Dieser zweite Teil begeisterte Lew Tolstoi und Nikolai Leskow. Beide Teile wurden  1892 in einem Band veröffentlicht und dann in viele europäische Sprachen übersetzt. Der 1893 erschienene dritte Teil stand dem zweiten Teil deutlich nach. Unter dem Einfluss der Werke Tolstois schrieb sie Novellen über Armut, soziale Ungerechtigkeit, häusliche Konflikte und Beziehungen zwischen Männern und Frauen.
Wesselitskaja stand in Kontakt mit Fjodor Dostojewski und traf sich mit Wsewolod Garschin. Sie arbeitete mit Ljubow Gurewitsch zusammen, die den Sewerny Westnik herausgab, und mit dem Literaturkritiker Akim Wolynski. Sie besuchte mehrmals Leskow und Tolstoi, dessen Töchtern sie nahe stand und auch dessen Freunden Pawel Birjukow, Nikolai Strachow, Wladimir Tschertkow u. a. Sie veröffentlichte Essays über ihre Begegnungen mit Dostojewski, Garschin, Tolstoi und Leskow, die zusammen in einem 1929 in Leningrad erschienenen Buch enthalten sind.
Nach der Oktoberrevolution gab Wesselitskaja die Schriftstellerei auf und übersetzte Werke Alphonse Daudets, Victor Hugos, Charles Nodiers, Adam Mickiewiczs u. a. ins Russische. In ihren letzten Jahren lebte sie vereinsamt und völlig verarmt in Detskoje Selo. Zeitweise gab sie Musikunterricht im Alexander-Herzen-Kinderheim.